# Fitzgerald Hill
Fitzgerald Hill är en kulle i Antarktis. Den ligger i Östantarktis. Nya Zeeland gör anspråk på området. Toppen på Fitzgerald Hill är 230 meter över havet.
Terrängen runt Fitzgerald Hill är varierad. Havet är nära Fitzgerald Hill västerut.  Trakten är obefolkad. Det finns inga samhällen i närheten. 